# Джуліан Ахматай
Джуліан Ахматай (алб. Julian Ahmataj; нар. 24 червня 1979, Ельбасан, Албанія) — албанський футболіст та тренер, виступав на позиції захисника та півзахисника.

## Клубна кар'єра
Вихованець «Ельбасані», у футболці якого 1997 року дебютував у дорослому футболі. У 1998 році перейшов до «Бюліса» (Балш), а 1999 року — до «Динамо». У 2002 році підсилив «Теуту». У 2003 році повернувся до «Динамо». Потім виступав за «Партизані» та «Ельбасані». У 2006 році вдруге в кар'єлі повернувся в «Динамо». Потім виступав за «Ельбасані», «Тирана» та «Фламуртарі». 19 липня 2011 року, разом з ще трьома футболістами Даніелем Джафою, Себіно Плаку та Бледаром Деволлі, президент «Фламуртарі» Шпетим Г'їка вирішив відмовитися від послуг вище вказаних гравців. У 2011 році повернувся до «Тирани». Футбольну кар'єру завершив у складі «Теути», кольори якого захищав з 2013 по 2015 рік.

## Кар'єра в збірній
У 2001 році провів 4 поєдинки у складі молодіжної збірної Албанії.
У футболці національної збірної Албанії дебютував 2002 року. У складі національної команди за два року провів 2 товариські матчі.

## Кар'єра тренера
По завершенні кар'єри гравця розпочав тренерську діяльність. Залишився працювати в «Теуті», де протягом декількох місяців працював у вище вказаному клубі. У тому ж році тренував «Бюліс» (Балш), аде вже незабаром зайняв тренерський місток «Беса» (Кавая). Наступного року тренував «Корабі». З 2018 по 2019 рік тренував «Буррелі», «Камза», «Люфтерарі», «Тирана» (U-17) та «Тирана». У 2020 році очолив «Скендербеу», який залишив у 2021 році.

## Статистика виступів у збірній

### По роках
| національна збірна Албанії | національна збірна Албанії | національна збірна Албанії |
| Рік                        | Матчі                      | Голи                       |
| -------------------------- | -------------------------- | -------------------------- |
| 2002                       | 1                          | 0                          |
| 2003                       | 1                          | 0                          |
| Загалом                    | 2                          | 0                          |

### По матчах
| Дата      | Місто        | Господарі | Результат | Гості   | Турнір           | Голи | Примітки |
| --------- | ------------ | --------- | --------- | ------- | ---------------- | ---- | -------- |
| 13-3-2002 | Сан-Дієго    | Мексика   | 4 – 0     | Албанія | товариський матч | -    |          |
| 12-2-2003 | Бастія-Умбра | Албанія   | 5 – 0     | В'єтнам | товариський матч | -    | 70'      |
| Усього    |              | Матчів    | 2         |         | Голів            | 0    |          |

## Досягнення
«Динамо» (Тирана)
- Суперліга Албанії
  -  Чемпіон (1): 2001/02

«Тирана»
- Кубок Албанії
  -  Володар (1): 2011/12

- Суперкубок Албанії
  -  Володар (2): 2011, 2012